# رایان شور
رایان شور (انگلیسی: Ryan Shore؛ زادهٔ ۲۹ دسامبر ۱۹۷۴) آهنگساز، ترانه‌سرا، رسانا، تهیه‌کننده موسیقی اهل کانادا است.
از فیلم‌ها یا برنامه‌های تلویزیونی که وی در آن نقش داشته‌است می‌توان به برنامه آخر وقت با دیوید لترمن، خز اشاره کرد.